# Alice, Sweet Alice
Alice, Sweet Alice is een Amerikaanse onafhankelijke horrorfilm uit 1976, geschreven en geregisseerd door Alfred Sole, met Linda Miller, Paula Sheppard en Brooke Shields in haar filmdebuut. Het verhaal richt zich op een verontrustend pubermeisje die verdacht wordt van de brutale moord op haar populaire jongere zusje tijdens haar eerste communie.
Geïnspireerd door Nicolas Roeg's Don't Look Now (1973) en verschillende Alfred Hitchcock-films bedacht schrijver-regisseur Sole het scenario met Rosemary Ritvo, een Engelse professor die zijn buurman was. In die tijd werkte Sole als een architect die historische gebouwen in zijn geboorteplaats Paterson, New Jersey, restaureerde en verschillende gebouwen waaraan hij had gewerkt, werden gebruikt als opnamelocaties. De opnames vonden plaats in de zomer van 1975 in Paterson. De film wordt ook wel beschouwd als een Amerikaanse giallo.

## Synopsis
Alice Spages is een rebelse en problematische twaalfjarige tiener die met haar moeder en jongere zusje Karen woont in een appartement in Paterson, New Jersey. Haar moeder geeft meer aandacht aan Karen, waarbij ze Alice negeert. Wanneer er bij de eerste communie van Karen iets vreselijks gebeurt, richten alle ogen zich op Alice. Ze wordt verdacht van de moord op haar zusje. Maar heeft ze het wel gedaan?

## Rolverdeling
| Acteur            | Personage                 |
| ----------------- | ------------------------- |
| Linda Miller      | Catherine Spages          |
| Paula E. Sheppard | Alice Spages              |
| Mildred Clinton   | Mrs. Tredoni              |
| Niles McMaster    | Dominick 'Dom' Spages     |
| Rudolph Willrich  | Eerwaarde Tom             |
| Jane Lowry        | Tante Annie DeLorenze     |
| Brooke Shields    | Karen Spages (filmdebuut) |
| Alphonso DeNoble  | Mr. Alphonso, de huisbaas |
| Gary Allen        | Jim DeLorenze             |
| Kathy Rich        | Angela DeLorenze          |
| Michael Hardstark | Rechercheur Spina         |
| Tom Signorelli    | Rechercheur Brennan       |
| Louisa Horton     | Dr. Whitman               |
| Lillian Roth      | Patholoog                 |
| Patrick Gorman    | Eerwaarde Pat             |
| Peter Bosche      | Monsignor                 |
| Libby Fennelly    | Non                       |